# Obaga de la Torreta
L'Obaga de la Torreta és una obaga del terme municipal de Conca de Dalt, a l'antic terme d'Hortoneda de la Conca, al Pallars Jussà, en territori que havia estat de la caseria de la Coma d'Orient.
Es troba al sector nord-occidental del terme, prop dels límits amb el Pallars Sobirà i l'Alt Urgell. És al nord de la muntanya de la Torreta i del paratge del mateix nom, a migdia de la Serra de la Torreta i dels Feixancs de la Torreta.